# Dziady (drame)
Dziady est un cycle de drames romantiques d'Adam Mickiewicz, publié entre 1823 et 1860, composé de trois parties peu liées entre elles et d'une première partie inachevée, publiée à titre posthume.
Outre les drames, la deuxième partie comprend le poème Upiór, publié à l'origine comme une œuvre distincte, tandis que la troisième partie comprend le vaste Ustęp, un commentaire épique dépeignant l'image de la Russie tsariste, qui se termine par le célèbre poème Do przyjaciół Moskali.

## Mises en scène
Les drames ont été mis en scène de nombreuses fois  au théâtre, au cinéma et à la télévision en Pologne comme à l'international,.